# 천계왕자 칭칭
천계왕자 칭칭(일본어: ビックリマン Bikkuriman[*])은 롯데가 생산하는 웨이퍼 스낵 라인으로, 각 스낵 안에 무작위로 분류된 보너스 스티커가 포함되어 있는 것으로 유명하다. 1977년에 처음 출시된 빅쿠리만은 악마VS천사 씰 스티커 시리즈가 출시되면서 일본에서 큰 인기를 얻었고, 대량 판매로 이어졌다.